# Staphylaea staphylaea
Staphylaea staphylaea is een slakkensoort uit de familie Cypraeidae. De wetenschappelijke naam werd gepubliceerd in 1758 door Carl Linnaeus in de tiende editie van Systema naturae.

Staphylaea staphylaea laevigata